# پیکالیوفو
شهر پیکالیوفو (به روسی: Пикалёво) در کشور روسیه و در اوبلاست لنینگراد واقع شده‌است.